# Lista över svenska hemvärnsgrupper
Detta är en lista över svenska utbildningsgrupper. Hemvärnet - nationella skyddsstyrkorna är en del av Sveriges territoriella försvar. Hemvärnet stöds med resurser för utbildning och administration av nedan nämnda utbildningsgrupper. Dessa utbildningsgrupper är i sin tur underställda chefen för den militärregion där utbildningsgruppen finns.

## Nuvarande
- Blekingegruppen, Karlskrona (2000–)
- BohusDalgruppen, Skredsvik 2000–)
- Dalregementsgruppen, Falun (2000–)
- Elfsborgsgruppen, Göteborg (2005–)
- Fältjägargruppen, Östersund (2000–)
- Gotlandsgruppen, Visby (2000–)
- Gävleborgsgruppen, Gävle (2000–)
- Hallandsgruppen, Halmstad (2000–)
- Kalmar och Kronobergsgruppen, Växjö (2005–)
- Lapplandsjägargruppen, Kiruna (2000–)
- Livgardesgruppen, Stockholm (2000–)
- Livgrenadjärgruppen, Linköping/Malmslätt (2000–)
- Norrbottensgruppen, Boden (2000–)
- Norra Smålandsgruppen, Eksjö (2000–)
- Västernorrlandsgruppen, Härnösand (2000–)
- Västerbottensgruppen, Umeå (2000–)
- Skaraborgsgruppen, Skövde (2000–)
- Skånska gruppen, Revingehed (2005–)
- Södermanlandsgruppen, Härads skjutfält (2000–)
- Södertörnsgruppen, Berga (2000–)
- Upplands- och Västmanlandsgruppen, Enköping (2005–)
- Örebro-Värmlandsgruppen, Örebro (2005–)

## Tidigare
- Göteborgsgruppen, Göteborg (2000–2004)
- Västernorrlandsgruppen, Sollefteå. (2000–2004)
- Kalmargruppen, Kalmar. (2000-2004)
- Kronobergsgruppen, Växjö. (2000–2005)
- Livregementets grenadjärgrupp, Örebro. (2000–2005)
- Norrbottens gränsjägargrupp, Kalix. (2000–2004)
- Skånska dragongruppen, Hässleholm. (2000–2004)
- Södra skånska gruppen, Revingehed. (2000–2004)
- Upplandsgruppen, Enköping. (2000–2005)
- Västmanlandsgruppen, Västerås. (2000–2004)
- Värmlandsgruppen, Kristinehamn. (2000–2004)
- Älvsborgsgruppen, Borås (2000–2004)